# Miles Satyr
Die Miles M.1 Satyr war ein kunstflugtauglicher Doppeldecker des britischen Konstrukteurs Frederick George Miles, gebaut von George Parnall and Company.

## Entwicklung und Konstruktion
Die M.1 Satyr wurde im Jahr 1932 von Frederick Miles konstruiert. Es handelte sich dabei um einen einsitzigen, kunstflugtauglichen Doppeldecker aus Holz, der von einem luftgekühlten Siebenzylindersternmotor vom Typ Pobjoy R mit einer Nennleistung von 75 PS (55 kW) angetrieben wurde. Die Maschine absolvierte ihren Jungfernflug im August 1932 und erhielt das Luftfahrzeugkennzeichen G-ABVG. Obwohl das Flugzeug gute Flugeigenschaften zeigte, entschied Miles, sich auf Eindecker zu konzentrieren. So wurde nur ein Exemplar der Satyr gebaut. Sie wurde bei einem Unfall im September 1936 zerstört.

## Technische Daten
| Kenngröße             | Daten                          |
| --------------------- | ------------------------------ |
| Besatzung             | 1                              |
| Länge                 | 17,67 ft (5,39 m)              |
| Spannweite            | 21 ft (6,4 m)                  |
| Leermasse             | 594 lb (269 kg)                |
| max. Startmasse       | 900 lb (408 kg)                |
| Höchstgeschwindigkeit | 122 mph (196 km/h)             |
| Triebwerke            | 1 × Pobjoy R mit 75 PS (55 kW) |